# 옥관음
옥관음(玉觀音, Goodess Of Mercy)은 홍콩에서 제작된 허안화 감독의 2003년 영화이다. 사정봉 등이 주연으로 출연하였고 Buting Yang 등이 제작에 참여하였다.

## 출연

### 주연
- 사정봉
- 자오웨이

### 조연
- 젠빈천

## 제작진
- 원작자: 옌하이